# Mary Celeste
Mary Celeste (sovint mal anomenat com Marie Celeste) va ser un  bergantí-goleta mercant americà que fou trobat desert navegant a la deriva a l'oceà Atlàntic, davant de les illes Açores, el 4 de desembre de 1872, pel bergantí canadenc Dei Gratia. Es trobava en una condició descuidada, però en condicions de navegar, sota la vela parcial, sense ningú a bord, i sense el seu bot salvavides.
L'última entrada del registre va ser datada deu dies abans. Havia deixat la ciutat de Nova York direcció Gènova el 7 de novembre, i el descobriment va ser àmpliament informat. El seu carregament de 1.700 botes d'alcohol desnaturalitzat estava intacte, així com les pertinences personals de la tripulació i del Capità. Tota la tripulació de la nau: el capità, Benjamin Spoones Briggs i la seva dona, la seva filla de dos anys, i set persones més, van desaparéixer. Per ara no hi ha una explicació verificable per aclarir la seva desaparició.
El Mary Celeste va ser construït a l'illa de Spencer, Nova Escòcia i llançat sota el registre britànic amb el nom d' Amazon, en 1861. La propietat es va traslladar a Amèrica on, en el registre de 1868, va adquirir el seu nou nom, per després navegar sense problemes fins al seu viatge de 1872. En les audiències de salvament a Gibraltar següents a la seva recuperació, els oficials de la cort van considerar diverses possibilitats de joc brut, incloent un motí de la tripulació del Mary Celeste, la pirateria per part de la tripulació del Dei Gratia i d'altres; i una conspiració per dur a terme el frau d'assegurances o de salvament. No es van trobar proves convincents per donar suport a aquestes teories, però les sospites no resoltes van conduir a un cobrament de salvament relativament baix.